# Colostygia sauteri
Colostygia sauteri là một loài bướm đêm trong họ Geometridae.